# Fodboldturneringen
A Fodboldturneringen volt az első szervezett labdarúgó-bajnokság Dániában. 1889 és 1903 között rendezték meg. A legjobb csapatok ekkor szinte kizárólag Koppenhágában voltak, így ez egy afféle városi bajnokság volt. 1903-tól a bajnokságot hivatalosan is koppenhágai labdarúgó-bajnokságnak hívták.